# 戴叉犀金龟
戴叉犀金龟（学名：Trypoxylus davidis）也称大衛獨角仙、大衛姬兜蟲，一种分布于中华人民共和国中南部及越南北部地区的甲虫，隶属于金龟子科犀金龟亚科（兜虫亚科）叉犀金龟属。也有资料将犀金龟亚科升级为独立的一科－犀金龟科（Dynastidae）。

## 分类
本种最初发现时被归入木犀金龟属（Xylotrupes），种加词源自十九世纪法国传教士、博物学家谭卫道（Armand David）的姓氏。1911年，英国昆虫学家吉尔伯特·约翰·阿罗创建了Allomyrina 属，将本种归入该属。1920年德国学者保罗·明克（Paul Minck）为本种和双叉犀金龟（Allomyrina dichotoma）单独创建了一个新属－Trypoxylus。1934年，德国学者海因里希·普雷尔（Heinrich Prell）又为本种建立了单独的一个新属－Xyloscaptes，目前很多资料将 Allomyrina 和 Xyloscaptes 两属视为同物异名。目前根据系统发育及分类学研究表明，支持戴叉犀金龟宜归入单型属 Xyloscaptes。

## 形态特征
成年雄虫体长34～43毫米，体宽19～23毫米。身体呈长卵圆形，通体为深棕褐色至黑褐色，光泽晦暗。额角端部深分叉成2枝，角柄近中部两侧各横生一棘突，前胸背角同样深分叉。雌虫通体漆黑光亮，额部微凹无突，表面粗糙，前胸背板中部有一“♀”形凹坑。